# Патоанатомия
Патоанатомията е клон на анатомията, който се занимава със структурните промени, настъпващи в тялото в резултат на заболяване или нараняване. Това включва изследване на грубите и микроскопични промени, които настъпват в органите и тъканите поради болестни процеси или травматични наранявания.
Патоанатомията се занимава с разбирането на структурната основа на болестта и нейните ефекти върху тялото. Включва изследване на тъкани и органи и идентифициране на промени, които са характерни за конкретни заболявания или състояния. Патоанатомите изучават патологичните промени на клетъчно и тъканно ниво и как тези промени могат да влияят върху функцията на органите и допринасят за прогресирането на заболяването.
Областта на патоанатомията е тясно свързана с патологията, която е изследване на причините и последиците от болестта. Патолозите и патоанатомите работят заедно, за да диагностицират и разберат естеството и степента на заболяванията при пациентите. Информацията, събрана от патоанатомични изследвания, се използва за разработване на нови лечения, подобряване на резултатите за пациентите и напредък в медицинските познания.